# Microsoft ScanDisk
Microsoft ScanDisk (cũng gọi là ScanDisk), là một tiện ích chẩn đoán được đi kèm trong MS-DOS và Windows 9x. Nó kiểm tra và sửa chữa các lỗi hệ thống tập tin trên một ổ đĩa. Nó được lần đầu giới thiệu trong MS-DOS 6.2 và kế nhiệm CHKDSK, một phiên bản đơn giản hơn.
ScanDisk có một giao diện thân thiện hơn với người dùng so với CHKDSK, nhiều tùy chọn cấu hình hơn, và có khả năng phát hiện và (nếu có thể) khôi phục từ các lỗi vật lý trên ổ đĩa. Việc này đã giúp nó thay thế và cải thiện khả năng hạn chế của tiện ích MS-DOS Recover. Không giống CHKDSK, ScanDisk còn sửa chữa các tập tin bị liên kết chéo.
Từ Windows 95 trở đi, ScanDisk còn có một giao diện người dùng đồ họa, mặc dù giao diện người dùng dựa trên văn bản tiếp tục cho phép sử dụng trong chế độ đơn nhiệm ("DOS").
Tuy nhiên, ScanDisk không thể kiểm tra các ổ đĩa NTFS, và vì vậy nó không thể được sử dụng trên các máy tính có thể đang chạy phiên bản Windows dựa trên NT (bao gồm Windows 2000, Windows XP, v.v.); một phiên bản CHKDSK mới hơn đã được cung cấp để giải quyết vấn đề này - không nên nhầm lẫn với phiên bản CHKDSK cũ hơn trong MS-DOS.
Trên các hệ thống tương tự Unix cũng có những công cụ như "fsck_msdosfs" cũng làm nhiệm vụ tương tự.